# Parc Dome de Kumamoto
 (avril 2025).
Si vous disposez d'ouvrages ou d'articles de référence ou si vous connaissez des sites web de qualité traitant du thème abordé ici, merci de compléter l'article en donnant les références utiles à sa vérifiabilité et en les liant à la section « Notes et références ».
Le Parc Dome de Kumamoto ((ja) 熊本県民総合運動公園屋内運動広場) est une arène ouverte polyvalente de Kumamoto dans la préfecture de Kumamoto.

## Histoire
En 1997, il a accueilli de nombreux matchs dont la finale du Championnat du monde masculin de handball. Vingt-deux ans plus tard, il est à nouveau la principale arène du Championnat du monde féminin de handball 2019.
L'ensemble de la structure couvre 26 965 m2. Le Parc peut accueillir du football, du baseball, du handball et du tennis.